# اتیلوودوپا
اتیلوودوپا (انگلیسی: Etilevodopa) (TV-1203) یک عامل دوپامینرژیک است که به عنوان درمانی برای بیماری پارکینسون ساخته شده است. این ماده اتیل استر لوودوپا است که هرگز به بازار عرضه نشد.